# Americký gangster
Americký gangster (v anglickém originále American Gangster) je americký kriminální film z roku 2007. Režisérem filmu je Ridley Scott. Hlavní role ve filmu ztvárnili Denzel Washington, Lymari Nadal, Russell Crowe, KaDee Strickland a Ted Levine.

## Ocenění
Ruby Dee získala za svou roli v tomto filmu SAG Award. Nominována byla i na Oscara. Denzel Washington byl za svou roli v tomto filmu nominován na Zlatý glóbus. Film byl dále nominován na jednoho Oscara (kategorie nejlepší výprava), na dva Zlaté glóby (nejlepší film-drama a nejlepší režie), na čtyři ceny BAFTA (nejlepší film, scénář, kamera, střih) a jednu cenu SAG Award (nejlepší obsazení).

## Obsazení
| Denzel Washington     | Frank Lucas       |
| Lymari Nadal          | Eva Kendo         |
| Russell Crowe         | Richie Roberts    |
| KaDee Strickland      | právnička         |
| Ted Levine            | Lou Toback        |
| Cuba Gooding, Jr.     | Nicky Barnes      |
| Ruby Dee              | Mahalee Lucas     |
| Josh Brolin           | Reno Trupo        |
| Clarence Williams III | Ellsworth Johnson |
| T.I.                  | Steve Lucas       |
| Carla Gugino          | Laurie Roberts    |
| Idris Elba            | Tango             |
| Chiwetel Ejiofor      | Huey Lucas        |
| RZA                   | Moses Jones       |
| Armand Assante        | Dominic Cattano   |